# Ca la Beya
Ca la Beya és una casa d'Osor (Selva) inclosa a l'Inventari del Patrimoni Arquitectònic de Catalunya.

## Descripció
És un immoble de dues plantes, entre mitgeres, cobert amb una teulada d'una sola aigua de vessant a façana. Està ubicat al costat dret del carrer de França.
La façana principal és la que dona al carrer de França i està estructurada internament en dues crugies. La planta baixa consta de dues obertures: per una banda tenim el gran portal adovellat d'arc de mig punt amb unes dovelles, de pedra sorrenca, de gran mida molt ben escairades i treballades. En la dovella central trobem un petit rètol de ceràmica on es pot llegir el nom de l'edifici "CA LA BEYA". Mentre que per l'altra, a l'extrem dret trobem un portal quadrangular, que actua com a accés suplementari. Aquest portal consta de llinda monolítica i muntants, ambdós de pedra sorrenca. Cal especificar que per la factura relativament moderna que presenta el portal, aquest caldria contextualitzar-lo en el si de les obres de restauració i rehabilitació integrals que es van dur a terme en l'immoble, a principis d'aquest segle.
En el primer pis trobem dues obertures de similars característiques: rectangulars, equipades amb llinda monolítica, muntants de pedra i ampit treballat. Ara bé divergeixen en alguns aspectes puntuals. Així la de l'extrem esquerre, és de majors proporcions, sota l'ampit - parcialment desfigurat- trobem la solució arquetípica que consisteix en disposar dues o tres pedres com a mesura de reforç en la sostentació de la pesant finestra. En la llinda es pot llegir una inscripció molt interessant que diu així: "M I Q V E L IHS B A D I A".
Pel que fa al tema dels materials, prima per sobre de tot un material com és la pedra. Ara bé una pedra que la trobem present en dos formats diferents. Per una banda tenim la pedra sorrenca localitzada en les dovelles del portal d'accés, en la llinda i muntants del portal quadrangular i en les llindes, muntants i ampits de les dues finestres del primer pis. Mentre que per l'altra trobem la solució predominant que acapara i monopolitza tot l'espai físic de la façana, i que consisteix en les pedres fragmentades i els còdols de riu manipulats a cops de martell i lligades amb morter de calç.

## Història
El carrer de França en època franquista era anomenat carrer dels Màrtirs, i en proposta del 1978, Guilleries.